# 阿尔格伊
阿尔格伊（法語：Argueil，法語發音：[aʁɡœj]）是法国滨海塞纳省的一个市镇，属于迪耶普区。

## 地理
阿尔格伊（49°32'27"N, 1°30'54"E）面积6.95 平方千米，位于法国诺曼底大区滨海塞纳省，该省份为法国北部沿海省份，其西部及北部濒大西洋英吉利海峡，东起顺时针与索姆省、瓦兹省、厄尔省和卡爾瓦多斯省接壤。
与阿尔格伊接壤的市镇（或旧市镇、城区）包括：圣桑松堡、弗里、梅桑格维尔、布赖地区锡日。

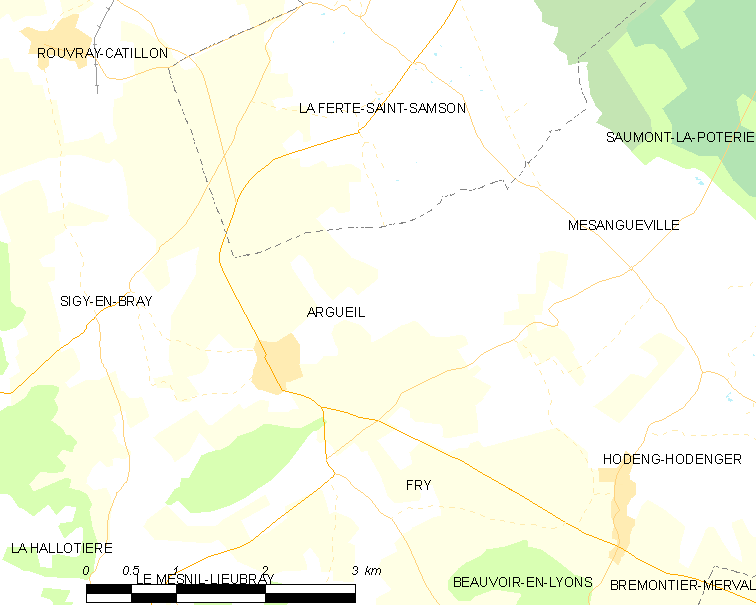
阿尔格伊的OSM定位图

阿尔格伊的时区为UTC+01:00、UTC+02:00（夏令时）。

## 行政
阿尔格伊的邮政编码为76780，INSEE市镇编码为76025。

## 政治
阿尔格伊所属的省级选区为布赖地区古尔奈县。

## 人口

1962-2008年间阿尔格伊人口变化图示

阿尔格伊于2022年1月1日时的人口数量为348人。